# Villa Canello
Villa Canello è una villa veneta di Conegliano, situata sul Colle di Giano, poco a nord del Castello, sulla via dei Pascoli che conduce al centro della località Costa, di cui la villa segna l'estremità meridionale.

## Storia
Villa Canello fu progettata, con le sue forme neoclassicheggianti, nel Settecento per essere l'elegante residenza dell'omonima famiglia.
Dopo aver subito una lunga decadenza durante il XX secolo, negli anni 2000 la villa ha beneficiato di un restauro integrale grazie al proprietario Giovanni Zaninotto Bortot ad opera dell'architetto Angelo Buonocchio che l'ha riportata allo splendore originario.

## Descrizione
La struttura del complesso di Villa Canello è a L, con la facciata che guarda verso est, sull'area della città attraversata dal Monticano e sui colli di Monticella, dove si distingue il profilo di Villa Paccagnella.
Il corpo principale, disposto complessivamente su tre livelli, è caratterizzato da una parte centrale più alta timpanata e da pinnacoli a forma di obelisco sulle estremità del tetto.
Il piano nobile, evidenziato dai due marcapiani, si distingue per la presenza di una serliana, le cui aperture sono inserite tra semicolonne ioniche.
Il resto del complesso, inserito ortogonalmente sul lato nord, presenta le caratteristiche dell'edilizia rurale dei colli circostanti: un corpo minore di due piani collegato al volume principale e un corpo maggiore disposto su tre livelli, caratterizzati da una regolare forometria, composta da monofore rettangolari; da notare i due arconi a tutto sesto del piano terra, con quello di destra che attraversa tutta la larghezza dell'edificio, con funzione di sotoportego.